# Puttigny
Cet article possède un paronyme, voir Potigny.
Puttigny est une commune française située dans le département de la Moselle en région Grand Est.

## Géographie

### Communes limitrophes
| Vaxy Gerbécourt | Vannecourt       | Burlioncourt |
| Lubécourt       | Puttigny         |              |
| Château-Salins  | Morville-lès-Vic | Hampont      |

### Écarts et lieux-dits
Hédival.

### Hydrographie
La commune est située dans le bassin versant du Rhin au sein du bassin Rhin-Meuse. Elle est drainée par la Petite Seille, le canal du Moulin de Chateau-Salins, le ruisseau de Longpre et le ruisseau de Vannecourt.
La Petite Seille, d'une longueur totale de 25,5 km, prend sa source dans la commune de Racrange et se jette  dans la Seille à Salonnes, après avoir traversé 15 communes.

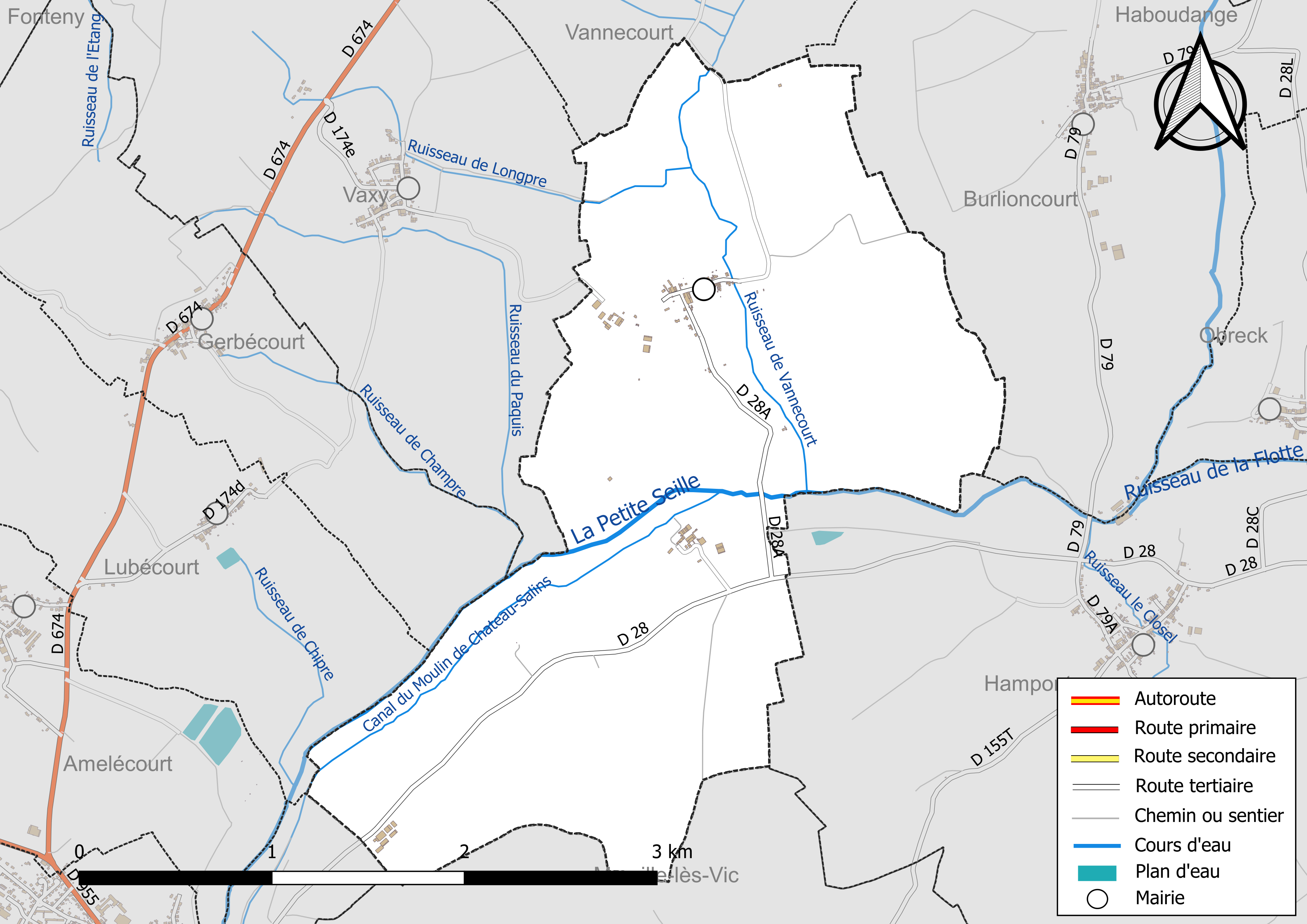
Réseaux hydrographique et routier de Puttigny.

La qualité des eaux des principaux cours d’eau de la commune, notamment de la Petite Seille, peut être consultée sur un site spécial géré par les agences de l’eau et l’Agence française pour la biodiversité.

### Climat
Pour des articles plus généraux, voir Climat du Grand Est et Climat de la Moselle.
En 2010, le climat de la commune est de type climat des marges montargnardes, selon une étude du Centre national de la recherche scientifique s'appuyant sur une série de données couvrant la période 1971-2000. En 2020, Météo-France publie une typologie des climats de la France métropolitaine dans laquelle la commune est exposée à un climat semi-continental et est dans la région climatique  Lorraine, plateau de Langres, Morvan, caractérisée par un hiver rude (1,5 °C), des vents modérés et des brouillards fréquents en automne et hiver. 
Pour la période 1971-2000, la température annuelle moyenne est de 9,8 °C, avec une amplitude thermique annuelle de 17 °C. Le cumul annuel moyen de précipitations est de 790 mm, avec 11,4 jours de précipitations en janvier et 9,1 jours en juillet. Pour la période 1991-2020, la température moyenne annuelle observée sur la station météorologique de Météo-France la plus proche, « Lesse_sapc », sur la commune de Lesse à 13 km à vol d'oiseau, est de 10,7 °C et le cumul annuel moyen de précipitations est de 694,0 mm. 
La température maximale relevée sur cette station est de 40 °C, atteinte le 25 juillet 2019 ; la température minimale est de −20,7 °C, atteinte le 20 décembre 2009,,. 
Les paramètres climatiques de la commune ont été estimés pour le milieu du siècle (2041-2070) selon différents scénarios d'émission de gaz à effet de serre à partir des nouvelles projections climatiques de référence DRIAS-2020. Ils sont consultables sur un site spécial publié par Météo-France en novembre 2022.

## Urbanisme

### Typologie
Au 1er janvier 2024, Puttigny est catégorisée commune rurale à habitat dispersé, selon la nouvelle grille communale de densité à sept niveaux définie par l'Insee en 2022.
Elle est située hors unité urbaine et hors attraction des villes,.

### Occupation des sols
L'occupation des sols de la commune, telle qu'elle ressort de la base de données européenne d’occupation biophysique des sols Corine Land Cover (CLC), est marquée par l'importance des territoires agricoles (100 % en 2018), une proportion identique à celle de 1990 (100 %). La répartition détaillée en 2018 est la suivante : 
terres arables (69,3 %), prairies (30,6 %). L'évolution de l’occupation des sols de la commune et de ses infrastructures peut être observée sur les différentes représentations cartographiques du territoire : la carte de Cassini (XVIIIe siècle), la carte d'état-major (1820-1866) et les cartes ou photos aériennes de l'IGN pour la période actuelle (1950 à aujourd'hui).

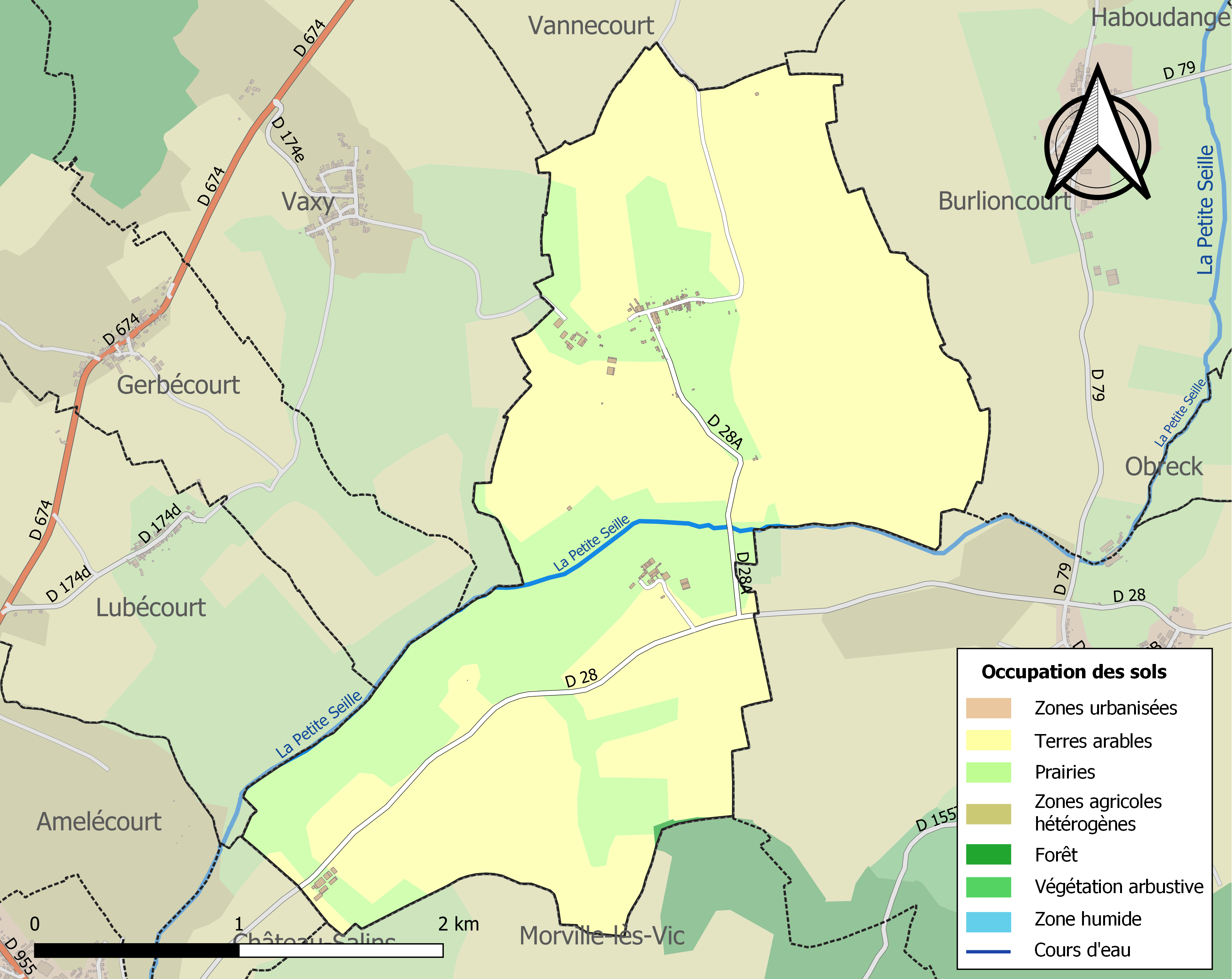
Carte des infrastructures et de l'occupation des sols de la commune en 2018 (CLC).

## Toponymie
Puttigny : Petitgneit ou Petigneit (1280), Puthegney/Pethigney/Puthigney (1445), Puthegny (1477), Puteny (1478), Püttingen (1915–1918), Pütten (1940–1944).
Hédival : Hudival (1296), Édival (Cassini).

## Histoire
- Village du Val de Vaxy.
- Seigneurie de Hédival au IXe siècle.

## Politique et administration
| Période                                  | Période  | Identité      | Étiquette | Qualité |
| ---------------------------------------- | -------- | ------------- | --------- | ------- |
| mars 1995                                | ?        | Michel Mélard |           |         |
| mai 2020                                 | En cours | Robert Perrin |           |         |
| Les données manquantes sont à compléter. |          |               |           |         |

## Démographie
L'évolution du nombre d'habitants est connue à travers les recensements de la population effectués dans la commune depuis 1793. Pour les communes de moins de 10 000 habitants, une enquête de recensement portant sur toute la population est réalisée tous les cinq ans, les populations de référence des années intermédiaires étant quant à elles estimées par interpolation ou extrapolation. Pour la commune, le premier recensement exhaustif entrant dans le cadre du nouveau dispositif a été réalisé en 2005.

En 2022, la commune comptait 74 habitants, en évolution de −13,95 % par rapport à 2016 (Moselle : +0,52 %, France hors Mayotte : +2,11 %).
| 1793 | 1800 | 1806 | 1821 | 1831 | 1836 | 1841 | 1846 | 1851 |
| ---- | ---- | ---- | ---- | ---- | ---- | ---- | ---- | ---- |
| 224  | 243  | 260  | 241  | 238  | 284  | 280  | 273  | 277  |

| 1856 | 1861 | 1871 | 1875 | 1880 | 1885 | 1890 | 1895 | 1900 |
| ---- | ---- | ---- | ---- | ---- | ---- | ---- | ---- | ---- |
| 257  | 241  | 250  | 220  | 253  | 234  | 219  | 204  | 213  |

| 1905 | 1910 | 1921 | 1926 | 1931 | 1936 | 1946 | 1954 | 1962 |
| ---- | ---- | ---- | ---- | ---- | ---- | ---- | ---- | ---- |
| 200  | 180  | 164  | 175  | 149  | 142  | 130  | 131  | 104  |

| 1968 | 1975 | 1982 | 1990 | 1999 | 2005 | 2006 | 2010 | 2015 |
| ---- | ---- | ---- | ---- | ---- | ---- | ---- | ---- | ---- |
| 109  | 77   | 82   | 99   | 87   | 76   | 72   | 75   | 85   |

| 2020 | 2022 | - | - | - | - | - | - | - |
| ---- | ---- | - | - | - | - | - | - | - |
| 77   | 74   | - | - | - | - | - | - | - |

## Culture locale et patrimoine

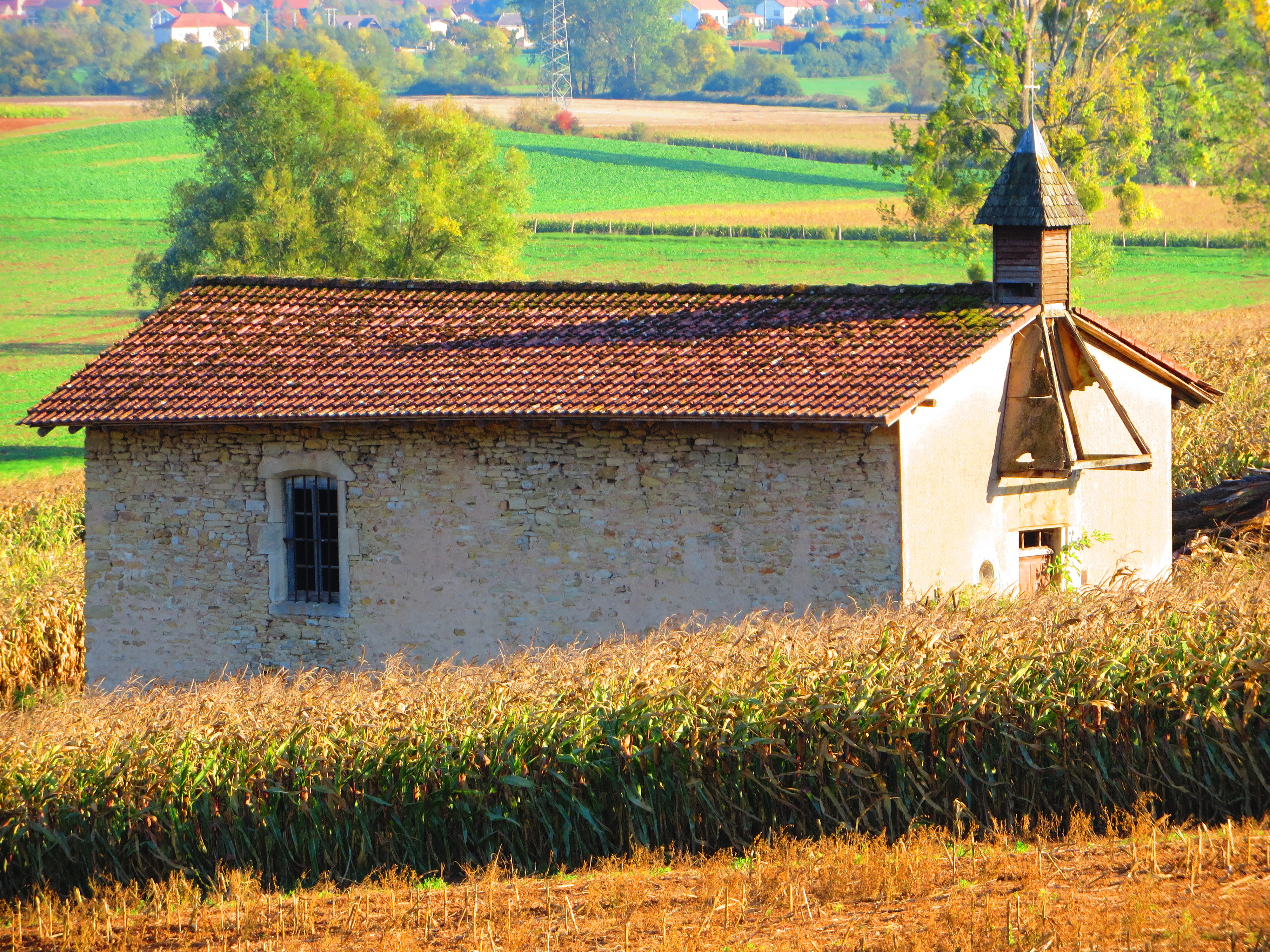
la chapelle Sainte-Ursule

### Lieux et monuments
- Vestiges d'une villa romaine au lieu-dit la Valise ; fragments de tuiles et de céramique.
- Porte de maison seigneuriale à Hédival.

#### Édifices religieux
- Église Notre-Dame XVIIIe siècle : autels XVIIIe siècle
- Chapelle Sainte-Ursule XVIIe siècle, reconstruite : bas-relief du linteau du dragon.
- Vestiges d'une chapelle à Hédival.
- Source de dévotion de Sainte-Ursule.

### Héraldique
| Blason de Puttigny | Blason  | D'azur à la nef d'or voguant sur une terrasse ondée d'argent et sommée d'un croissant du même. |
| Blason de Puttigny | Détails | Le statut officiel du blason reste à déterminer.                                               |